# كيوم-بوو

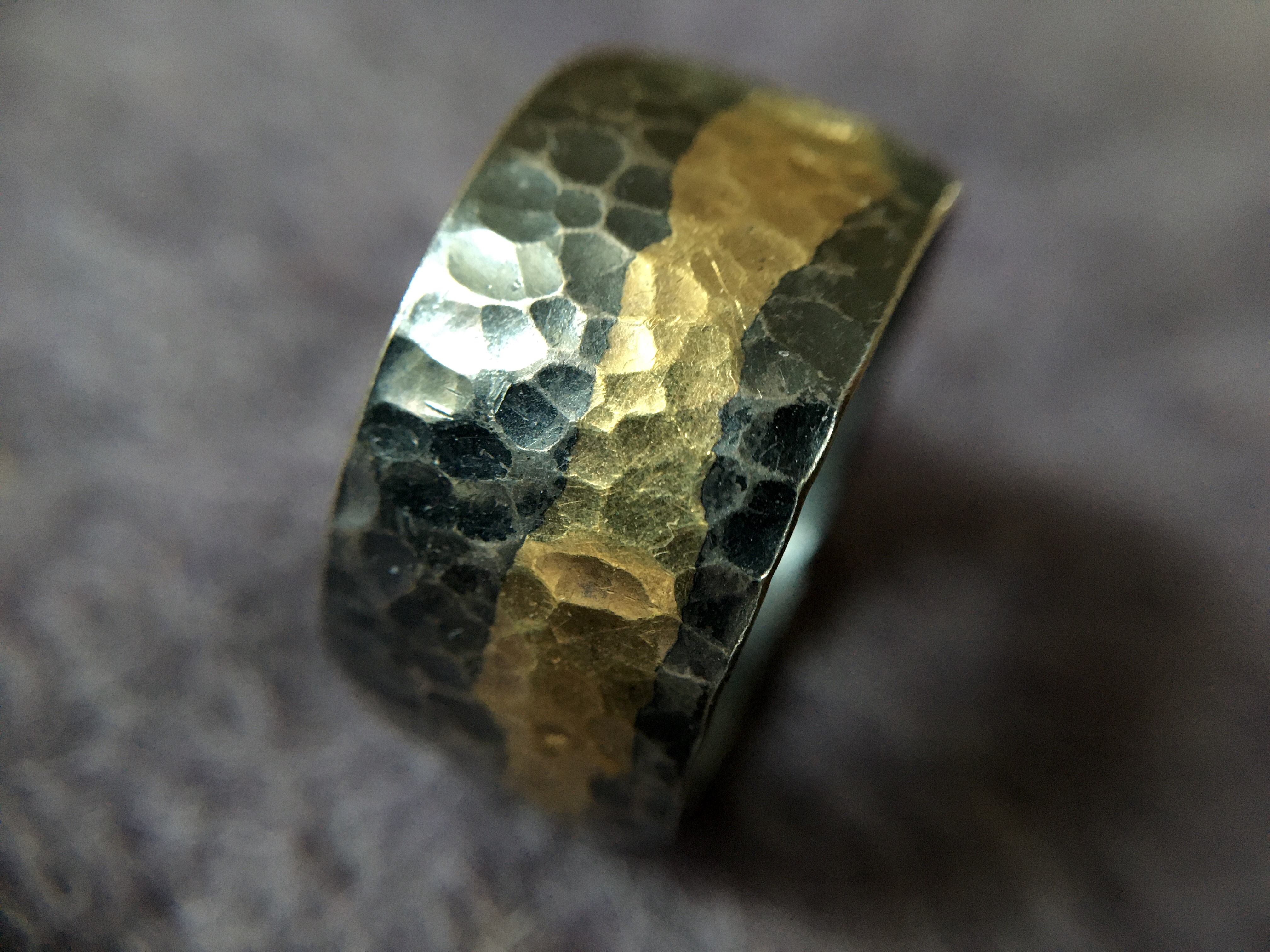
خاتم فضي مُذهَّب بقطر 0.4 مم من الذهب بتقنية كييوم بوو.

كيوم بوو (ويعرف أيضًا بجيومبو – المرفق بالذهب) وهي تقنية تذهيب كورية قديمة تستخدم لوضع صفائح رقيقة من الذهب على الفضة، لصناعة الفضة المُطعمة بالذهب. تقليديًا، يتم تنفيذ هذه التقنية عن طريق استنفاد سطح من الفضة الإسترلينية أولًا لإستخراج طبقة رقيقة من الفضة الخالصة، و من ثم يتم تعريض صفائح الذهب ذات ال24 قيراط للضغط و الحرارة (آلية الطلي الميكانيكي) وذلك لإنتاج رابطة انتشار دائمة.
تتشابه المعادن النفيسة النقية مثل الذهب و الفضة في البنية الذرية و بالتالي تتمتع بإمكانية جيدة للترابط مع بعضها، لذا فعند تعريضها لدرجة حرارة تتراوح بين 260 – 370 درجة مئوية يؤدي ذلك إلى زيادة حركة الذرات، فذلك عند إضافة الضغط يتسبب في تبادل الإلكترون على السطح بين المعدنين، ومن ثم إنشاء رابطة انتشار دائمة. تحدث رابطة الانتشارهذه بدرجة حرارة أقل بكثير من درجة حرارة اللحام لأي معدنيين (ديين،2004 ) .
من المحتمل أن تكون قد لوحظت أمثلة على هذه التقنية ، ولكن لم يتم تحديدها ايجابيًا على قطع في النصف الثاني من الألفية الأولى قبل الميلاد ، و من أوائل الألفية الأولى بعد الميلاد (اودّي،1981) .
تستخدم هذه التقنية في العديد من الثقافات بما في ذلك من الصينية، اليابانية والغربية لربط الذهب بمعادن أخرى مثل الحديد، النحاس، الألمينيوم، سبائك الذهب، الذهب الأبيض، البلاديوم والبلاتين. الرقائق المصنوعة من سبائك الذهب يمكن وضعها على الفضة و المعادن الأخرى عن طريق استنفاد السطح الذهبي للرقائق لأول مرة ( ليوتن برين،1987-1993).